# Al-Nas
Al-Nas (Em árabe: سورة الناس), ou A Humanidade, é a 114.ª e última sura ou capítulo do Alcorão, o livro sagrado muçulmano. Trata-se de uma curta invocação com seis versículos, pedindo a Alá proteção contra Satanás. Trata-se de uma sura mequita.

## Texto em árabe, transliteração e tradução
Árabe

قُلْ أَعُوذُ بِرَبِّ النَّاسِ ١

مَلِكِ النَّاسِ ٢

إِلَهِ النَّاسِ ٣

مِن شَرِّ الْوَسْوَاسِ الْخَنَّاسِ ٤

الَّذِي يُوَسْوِسُ فِي صُدُورِ النَّاسِ ٥

مِنَ الْجِنَّةِ وَ النَّاسِ ٦
Transliteração

1 Qul a'uzu birabbi-nas  	

2 Maliki-nas	

3 Ilahi -nas  	

4 Min sharril waswasil khannas	

5 Allathee yuwaswisu fee suduri-nas

6 Mina aljinnati wa-nas
Tradução

1 Diga: Amparo-me no senhor dos humanos

2 Rei dos humanos, 

3 Deus dos humanos, 

4 Do mal do sussurro daquele que se oculta, 

5 Que sussura no peito dos humanos, 

6 De entre os gênios e humanos.